# Lembata
L'isola di Lembata, in precedenza conosciuta anche come isola di Lomblen, appartiene all'arcipelago di Solor localizzato all'estremo oriente di Flores, nelle Piccole Isole della Sonda. L'isola è compresa amministrativamente nella provincia di Nusa Tenggara Orientale, ha una superficie di 1292 km² ed una popolazione di 50.000 abitanti. Il capoluogo dell'isola è Lewoleba (anche detta Labala), in comunicazione marittima con Larantuka.